# Heresies: A Feminist Publication on Art and Politics
Heresies: A feminist Publication on Art and Politics fue una revista feminista estadounidense sobre arte y política producida entre 1977 y 1993 por el Heresies Collective de Nueva York. Fue considerada no solo una contribución importante al arte feminista sino un foro muy significativo para el pensamiento feminista.

## Historia
Heresies (Herejías en castellano) apareció por primera vez en enero de 1977. Los 27 números que llegaron a publicar incluyeron trabajos de artistas, ensayos, prosa y poesía, todo ello relacionado con el feminismo y el mundo del arte.La revista se organizaba de forma no jerárquica, editando colectivamente cada artículo. Los temas abordados fueron teoría feminista, arte, política, comunicación, artistas y arte lésbico, artes tradicionales de las mujeres, mujeres y violencia, mujeres trabajando juntas, mujeres de naciones periféricas, mujeres y música, sexo, cine, activismo, racismo y envejecimiento.
El tercer ejemplar "Artistas y Arte Lésbico" publicado en 1977 recibió críticas por la ausencia completa de artistas lesbianas negras. Combahee River Collective, una organización feminista negra, escribió al grupo editorial reclamando la subsanación del error . El colectivo Heresies publicó la carta recibida como gesto de rendición de cuentas.
El último ejemplar se publicó en 1993.

## Miembros del colectivo
- Patsy Beckert
- Joan Braderman
- Mary Beth Edelson
- Harmony Hammond
- Elizabeth Hess
- Joyce Kozloff
- Arlene Ladden
- Lucy Lippard
- Mary Miss
- Marty Pottenger
- Miriam Schapiro
- Joan Snyder
- Elke Solomon
- Pat Steir
- May Stevens
- Michelle Stuart
- Susana Torre
- Elizabeth Weatherford
- Sally Webster
- Nina Yankowitz